# تروتسکی، زوال یک انقلابی
تروتسکی: زوال یک انقلابی (انگلیسی: Trotsky: Downfall of a Revolutionary) نوشتهٔ برتراند پتنود (Bertrand M. Patenaude) با ترجمهٔ حسن گلریز برای اولین بار در سال ۱۳۹۲ توسط نشر نی در ایران منتشر شد. پتنود در این کتاب به روایت سرگذشت پر ما جرای تروتسکی، از تأثیرگذارین چهره‌های تاریخ جهان می‌پردازد.
نشر نی در توصیف این کتاب آورده است: حدود ساعت چهار صبح، صدای رگبار گلوله آرامش شب را شکست. تروتسکی که از خواب عمیق پریده بود، فکر کرد صدای آتش‌بازی است و مکزیکی‌ها یکی از اعیادشان را جشن گرفته‌اند. به خودش که آمد، متوجه شد «انفجارها خیلی نزدیک و درست درون اتاق بود، کنارش و بالایِ سرش. بوی باروت تندتر و نافذتر شد. آنچه همیشه منتظرش بودیم اتفاق افتاه بود و به ما حمله شده بود.»تروتسکی، مردی که سخنرانی‌های آتشینش در جریان انقلاب اکتبر ۱۹۱۷، کشوری را به حرکت وامی‌داشت، کمیسر جنگ، نامی هم‌طراز لنین.بعدها دشمنی‌های دنیای سیاست او را چهره‌ای خائن به مردم و کشورش معرفی کرد. در فاصله‌ای کوتاه، دشمن و رقیب قدرتمند او، استالین، مقدمات اخراجش از حزب و سپس تبعیدش از کشور را فراهم کرد.
دوستان و اعضای خانواده‌اش یک به یک تاوان نزدیکی و وفاداری به او را به بهای رنج، تبعید، یا مرگ‌شان پراختند. این کتاب، با نگاهی به گذشته، به سال‌های پایانی زندگیِ در تبعید تروتسکی می‌پردازد؛ و شاید در پایان پرسشی پنهان را مطرح می‌کند؛ آیا از سر گذراندن تمام آن رنج‌ها، مخاطرات، تبعیدها و مرگ‌ها ناگزیر بود؟